# Astragalus bolanderi
Astragalus bolanderi är en ärtväxtart som beskrevs av Asa Gray. Astragalus bolanderi ingår i släktet vedlar, och familjen ärtväxter. Inga underarter finns listade i Catalogue of Life.